# Espiñeira (Lugo)
Espiñeira (llamada oficialmente A Espiñeira) es una aldea española situada en la parroquia de Villaronte, del municipio de Foz, en la provincia de Lugo, Galicia.

## Historia
Este lugar cuenta con reseñas históricas por su puente de comunicación entre los concellos de Foz y Barreiros, al contar con el primer puente de peaje de España, este puente fue el impulsor del comercio de toda la zona de A Mariña luguesa.
El puente divide el lugar de "a espiñeira" quedando la margen izquierda para el ayuntamiento de Foz y el derecho para el de Barreiros. Este lugar pertenece así a dos parroquias la parte de Foz a Villaronte y la de Barreiros a San Cosme.
Hasta principios de los años 70 del pasado siglo fue un enclave industrial donde llegó a tener ubicados grandes negocios del sector maderero, y anteriormente con astilleros en los que se construían barcos de madera como "electra del masma".
Hubo un cuartel de la Guardia civil hasta principios de los años 70 del pasado siglo y se celebraban feria los días 10 y 24 de cada mes.
Tenía incluso una escuela mixta de enseñanza primaria (hasta los 14 años).
Desde el año 2010 se está impulsando un polígono industrial en la parte perteneciente al ayuntamiento de Barreiros, en el cual ya están instaladas varias empresas.
La historia hace referencia a que ya en tiempos del rey SILO-siglo VIII- ya existía en este lugar un monasterio, si bien no se localizaron sus restos.
Otra referencia histórica del lugar son las minas de oro que se cree que los romanos tenían en A Espiñeira, lo cual se está investigando actualmente.

## Demografía
| Gráfica de evolución demográfica de Espiñeira entre 2000 y 2024 |
|                                                                 |
| Datos según el nomenclátor publicado por el INE.                |

## Patrimonio
A Espiñeira cuenta con una capilla en honor a la Virgen del Pilar, (antaño era en honor a Santa Catalina). 

## Festividades
Esta aldea celebra sus fiestas el día 12 de octubre. 
Otro acto de gran relevancia para el barrio es la feria de ganado que se celebra el domingo anterior a la celebración del San Juan.